# 남원 실상사 위토개량성책
남원 실상사 위토개량성책(南原 實相寺 位土改量成冊)은 전북특별자치도 남원시, 실상사의 토지대장이다. 1979년 12월 27일 전라북도의 유형문화재 제88호로 지정되었다.

## 개요
이 성책은 사찰의 토지대장으로, 실상사 소유토지대장 중 일부분이지만 여기에서 250년전의 조계종사찰 재정을 알 수 있을 뿐만 아니라 실상사의 토지재산을 알 수 있다. 크기는 세로 66㎝, 가로 46㎝이며, 전후 표지를 합해 19매이다.
내용을 보면 실상사의 본사(本寺)와 여러 소속암자의 토지 및 불양답(佛養畓:사찰에 기증한 토지)을 구분하고, 전답의 소재지·명칭·위치·형태·등급·경작인·조세 등을 표시하고 있다. 그리고 각 전답에는 이 절의 소유토지의 기장번호가 있다.
이것은 250년전에 시행된 토지대장의 정리·측량법·세제·소유자와 경작권·경작권의 실제 등을 파악할 수 있으며, 실상사의 옛 모습을 고찰할 수 있는 자료로 평가된다.

## 참고 자료
- 실상사위토개량성책 - 국가유산청 국가유산포털